# Chongoni
Chogoni je 2.198 m visoka planina u distriktu Dedza, središnji Malavi, koja je najslavnija po bogatstvu prapovijesnim slikarijama, zbog čega je 2006. godine upisano na UNESCO-ov popis mjesta svjetske baštine u Africi.
Chogoni i okolna brda su prekrivena karakterističnom gustom šumom miombo drveća koja čine područje zaštićenog šumskog rezervata još od 1924. godine. Ipak, područje je najpoznatije po slikama na stijenama u 127 lokaliteta na području od 126,4 km², što ga čini najvećim nalazištem prapovijesnih umjetnina u Africi. Pet đpilja Chentcherere su zaštićeni kao nacionalni spomenici još 1969. godine i otvorene posjetiteljima.
Starije crvene slikarije su stare do 2.500 godina, i pretpostavlja se da su ih naslikala plemena Pigmeja i Tva još od kamenog doba, a novije bijele su živa tradicionalna baština naroda Chewa koji žive na ovim prostorima od metalnog doba. Slikarije su uglavnom apstraktne geometrijske figure poput radijalnih prstenova, koncentričnih krugova, paralelnih linija i sl. Zbog čega se uvelike razlikuju od ostalih prapovijesnih slikarija lovaca-skupljača Sjeverne Afrike. Pretpostavlja se kako su imale ceremonijalnu i mitološku ulogu, npr. za prizivanje kiše ili prilikom obredne žrtve. 
Novije, bijele, slikarije prikazuju mitološke životinje i rijedak su primjer slikanja na stijenama u poljoprivrednom društvu kao što je ono naroda Chewa. Pretpostavlja se kako su ih slikale žene za vrijeme ženskog obreda inicijacije, dok su na najnovijima prikazane maske Nyau povezane s muškim obredom inicijacije Gule Wamkulu (ples koji je upisan na popis nematerijalne svjetske baštine u Africi). Ovi obredi su danas u opasnosti nakon širenja Nguni naroda i dolaska Europljana u 19. stoljeću, a oslikavanje stijena je potpuno prekinuto, iako se obredi odigravaju u njihovoj blizini.

## Poveznice
Prapovijesne slikarije u Africi:
- Tsodilo (Bocvana)
- Kondoa (Tanzanija)
- Tasili n'Adžer (Libija)
- Ténéré (Niger)
- Tadrart Akakus (Libija)